# Kaple svatého Cyrila a Metoděje (Olbramovice)
Kaple svatého Cyrila a Metoděje je sakrální stavba pravoslavné církve v Olbramovicích v okrese Znojmo.

## Historie
Pravoslavná církevní obec vznikla v Olbramovicích vznikla v souvislosti s repatriací volyňských Čechů do Československa po druhé světové válce. Vlastního kněze měla od roku 1950. Původní myšlenkou byla výstavba zcela nového chrámu, pro který vypracoval projekt stavitel pravoslavných chrámů, archimandrita Andrej Kolomacký. Vznikl by tak chrám v byzantsko-řeckém stylu, v jihomoravském prostředí naprosto unikátní. Realizace takového projektu však byla tou dobou mimo možnosti církevní obce. Ze sbírky mezi věřícími byla proto zakoupena budova bývalé četnické stanice na náměstí, a tato byla adaptována na kapli, zasvěcenou svatému Cyrilu a Metoději.

## Architektura
Kaple vznikla v budově bývalé četnické stanice. Od běžné civilní stavby jí odlišuje pouze nemnoho prvků (záklenky oken, dřevěná předsíňka, završená pravoslavným křížem, ikony svatých Cyrila a Metoděje na fasádě směrem do návsi).